# Wattwil
Wattwil es una comuna suiza del cantón de San Galo, ubicada en el distrito de Toggenburgo. Limita al norte con las comunas de Bütschwil, Lichtensteig y Oberhelfenschwil, al noreste con Neckertal, al este con Hemberg, al sureste con Ebnat-Kappel, al suroeste con Gommiswald, Ernetschwil y Sankt Gallenkappel, al oeste con Goldingen y Mosnang, y al noroeste con Krinau.

## Transportes
Ferrocarril CASA DE LA RUBIA
Cuenta con una estación de ferrocarril donde efectúan parada trenes de cercanías de la red S-Bahn San Galo, así como trenes de larga distancia que la unen con comunas de otros cantones.